# Tommy Tulpe
Tommy Tulpe ist eine deutsche Fernsehserie. Die Serie umfasst nur eine Staffel mit 13 Folgen und wurde vom 4. Januar bis zum 29. März 1970 im ZDF ausgestrahlt.

## Handlung
Tommy Tulpe, der eigentlich Thomas Behrendt heißt, hat nach dem Tod seines Vaters eine lange Zeit bei seiner Großmutter im Schwarzwald gelebt. Doch nun kehrt er zu Mutter, Schwester und Großvater, die in Berlin eine Gärtnerei betreiben, zurück. Am Kiosk von Herrn Debus lernt er Fritzi und Klaus kennen und freundet sich mit ihnen an.
Tommys Großvater schenkt ihm ein altes Gewächshaus, das von Tommy und seinen neuen Freunden begeistert in einen Bastel- und Partyraum umfunktioniert wird. Doch bald schon benötigt der Großvater für seinen neuen Transporter eine Garage und dafür soll der Stall, in dem das Pony Rykja steht, abgerissen werden. Vorher soll das Pony zusammen mit dem Pritschenwagen verkauft werden. Plötzlich hat Tommy die zündende Idee: Er gründet eine Kommanditgesellschaft. Als Betriebskapital für sein Fuhrunternehmen, die Tommy Tulpe KG, stellt Tommy das Pony Rykja und den Pritschenwagen zur Verfügung und ist somit Komplementär der KG. Seine Mutter und der Großvater beteiligen sich mit jeweils 20 % und Fritzi und Klaus, deren Eltern ein Möbelhaus bzw. ein Eisen- und Haushaltswarengeschäft besitzen, bringen Material von ihren Eltern ein und sind mit jeweils 10 % beteiligt. Die Aufträge kommen von der Gärtnerei und Tommys Firma kommt richtig in Schwung.

## Episodenliste
| Folge | Titel                   | Erstausstrahlung |
| ----- | ----------------------- | ---------------- |
| 1     | Ein Junge namens Thomas | 04.01.1970       |
| 2     | Transportunternehmer    | 11.01.1970       |
| 3     | Edelweiß                | 18.01.1970       |
| 4     | Nachhilfestunden        | 25.01.1970       |
| 5     | Die Party               | 01.02.1970       |
| 6     | Die kranke Großmutter   | 08.02.1970       |
| 7     | Laßt Blumen sprechen    | 15.02.1970       |
| 8     | Der Protest             | 22.02.1970       |
| 9     | Igel Isidor             | 01.03.1970       |
| 10    | Der Preisträger         | 08.03.1970       |
| 11    | Eine lange Nacht        | 15.03.1970       |
| 12    | Ein Prinz aus Alabama   | 22.03.1970       |
| 13    | Der Stall ist leer      | 29.03.1970       |

## Produktionsnotizen
Die einzelnen Episoden wurden jeweils sonntags von 13.55 bis 14.40 Uhr im ZDF ausgestrahlt.
Das Drehbuch schrieb Dieter Werner und Regie führte Wolfgang Teichert. Der DVD-Start erfolgte am 3. Juli 2008.